# Blarney
Blarney ("prado pequeño") es un poblado en el condado de Cork, Irlanda. Se encuentra a 8 km al noroeste de Cork y es conocido por alojar al Castillo de Blarney, donde se encuentra la legendaria piedra de la elocuencia o piedra de Blarney.

## Turismo
Blarney es un importante centro turístico del condado de Cork. Los turistas y paseantes por lo general se dedican a visitar el castillo, besar la piedra, y realizar compras en Blarney Woolen Mills.

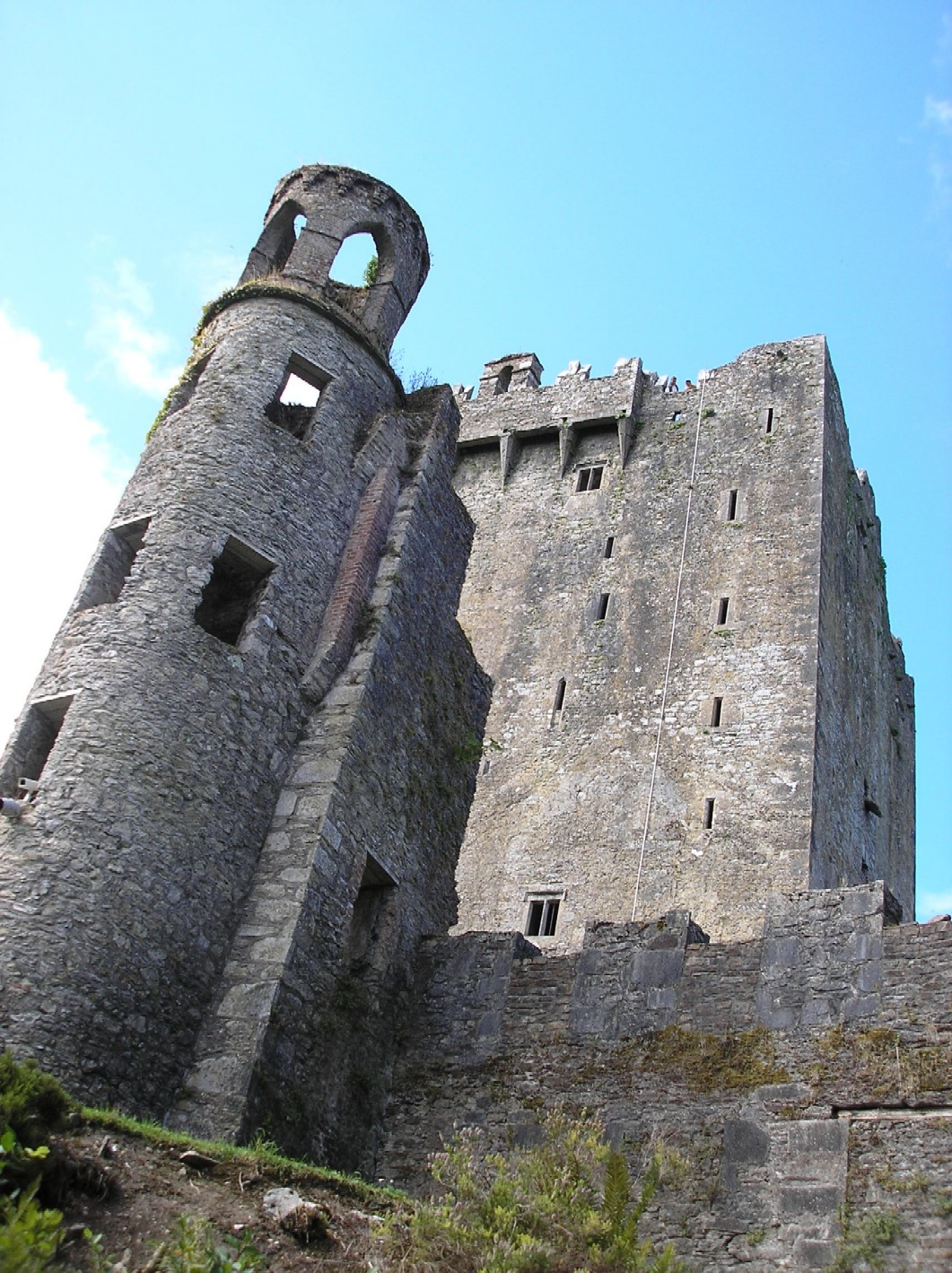
Castillo de Blarney.

### Piedra de Blarney
Se dice que si se besa la piedra de Blarney en el Castillo de Blarney, uno recibe el "Don del Gab" (elocuencia, o habilidad para persuadir). La leyenda tiene sus raíces en los miembros de la dinastía MacCarthy, constructores y dueños originales del Castillo de Blarney. Existen múltiples explicaciones sobre el origen de la piedra.

### Blarney Woollen Mills
Construido en 1823, Blarney Woollen Mills originalmente denominado  Mahony's Mills. Era una industria textil que operaban máquinas de hilado y tejido accionadas por un molino de agua, donde se producían telas de lana y tweeds. Luego de su cierre a comienzos de la década de 1970, el mismo fue reconvertido en una tienda de regalos que atiende los turistas que visitan el poblado.